# تری ویگل
تری ویگل (انگلیسی: Teri Weigel؛ زادهٔ ۲۴ فوریهٔ ۱۹۶۲) بازیگر فیلم پورنوگرافی اهل ایالات متحده آمریکا است.